# Бартлево (Куявсько-Поморське воєводство)
Бартлево (пол. Bartlewo, нім. Battlewo) — село в Польщі, у гміні Лісево Хелмінського повіту Куявсько-Поморського воєводства.
Населення — 259 осіб (2011).
У 1975-1998 роках село належало до Торунського воєводства.

## Демографія
Демографічна структура станом на 31 березня 2011 року:
|          | Загалом | Допрацездатний вік | Працездатний вік | Постпрацездатний вік |
| -------- | ------- | ------------------ | ---------------- | -------------------- |
| Чоловіки | 126     | 30                 | 82               | 14                   |
| Жінки    | 133     | 30                 | 80               | 23                   |
| Разом    | 259     | 60                 | 162              | 37                   |